# Kroghenlund
Kroghenlund er en hovedgård 2 km sydvest for Stenstrup på Sydfyn, hvis historie går tilbage til 1798.
I 1798 oprettede Stie Tønsberg Schøller von Krogh af en parcel af Løjtved Gods en ny hovedgård, som han navngav efter sig selv: Kroghenlund. 
Von Krogh påbegyndte opførslen af en avlsgård med en stort anlagt hovedbygning i stil med Hagenskov. Kroghenlund blev imidlertid solgt i 1806 til Hans Clausen, Chris. Jereniassen, Mads Christensen og Frederik Juul, som nedrev den knap færdiggjorte hovedbygning og i stedet opførte den nuværende mere beskedne hovedbygning.
Den fredede hovedbygning er opført cirka 1810 og sidefløjene 1830-1850.
Kroghenlund er beliggende i Stenstrup Sogn, Sunds Herred, Svendborg Kommune. 
Kroghenlund Gods er i dag på 288 hektar med Sivkærgård.

## Ejere af Kroghenlund
- (1798-1806) Stie Tønsberg Schøller von Krogh
- (1806-1807) Konsortium: Hans Clausen, Chris. Jereniassen, Mads Christensen, Frederik Juul
- (1807-1816) Hans Clausen
- (1816-1825) Enke Karen, født Knudsdatter
- (1825-1853) Rasmus Langkilde
- (1853-1884) Enke Dorethea Helene, født Lollesgaard
- (1884-1888) Rasmus Theodor Langkilde
- (1888-1902) Ivar Alexander Munck Hviid
- (1902) Kreditforeningen for Fyn
- (1902-1909) A. Harreschau
- (1909-1942) Hans Hansen
- (1942-1972) Hans L. Hansen
- (1972-2019) Albert Hansen
- (2019-) Hans William Falck Hansen